# Suzumu Koshimizu
Pour les articles homonymes, voir Koshimizu (homonymie).
Suzumu Koshimizu (小清水 漸, Koshimizu Suzumu) est un peintre japonais du XXe siècle, né le 19 octobre 1944 à Uwajima, dans la préfecture d'Ehime.

## Biographie
Suzumu Koshimizu est un sculpteur d'assemblages, installations, vers une tendance Mono-ha. Élève en sculpture de l'Université des beaux-arts Tama, à Tokyo; en 1969, il participe à la neuvième Exposition d'Art Japonais Contemporain dans cette même ville, et à Tendances de l'Art Japonais contemporain au Musée d’art moderne de Kyoto. En 1970, il figure à la Biennale Internationale des Jeunes Artistes à Paris. Il présente ses réalisations dans des expositions personnelles, après les deux premières de 1970 à Tokyo. Il se rattache au courant Mono-ha, proche de l'art-pauvre, qui, dans les années 1970, privilégie la nature primitive des choses sans les modifier, en mettant en situation des matériaux naturels: terre, pierre, bois ou dans leur façonnage initial: planches, poutres, plaques métalliques, etc. Pour sa part, Koshimizu travaille surtout le bois, matériau traditionnel dans l'art japonais.
Dès 1971, il est remarqué pour ses réalisations De surface à surface, pièces de bois rectangulaires, incisées de lignes ou dentelées, qu'il installe à-même le sol ou pose par séries contre un mur. Il utilise aussi des plaques de métal aiguisées. À la fin des années 1970, il crée des tables, dont le plateau est creusé en reliefs géométriques. Par la suite, continuant à réaliser des tables, il les utilise comme des sortes de socles de sculptures, élément constitutif de la sculpture elle-même, sur lesquels il pose simplement des branches ou des objets en bois façonnés.